# درو باريس
درو باريس هو لاعب هوكي الجليد كندي، ولد في 12 مايو 1988 في بوينت كلير في كندا.

## وصلات خارجية
- درو باريس على موقع دوري الهوكي الوطني (الإنجليزية)
- درو باريس على موقع EliteProspects.com (الإنجليزية)
- درو باريس على موقع HockeyDB.com (الإنجليزية)